# 十字山圣地
十字山圣地是一处著名天主教朝圣地，位于中国陕西省宝鸡市眉县青化镇跑窝村终南山麓峪河西侧。

## 历史
跑窝原名豹窝山。18世纪，城固县刘家桥的刘嘉录神父从意大利求学回国后，在传教时发现这里的地理环境酷似耶路撒冷加尔瓦略山耶稣受难地，绘图上报罗马教廷，教宗庇护六世命名为十字山，刘嘉录在此购地，兴建圣若瑟堂、圣母亭、十字山小堂和十四处苦路，营建工程于1777年（乾隆四十二年）告竣。山陕教区主教纳大纳尔甘宣告：定于每年5月3日的寻获十字架日与9月14日的光荣十字架瞻礼为朝圣日。
清朝末年，眉县大旱，灾民聚集圣山逃税抗赋，官府发兵围剿，大炮将山上的教会建筑夷为平地，因山上的弹坑随处可见，故又名为“炮窝山”。
20世纪初，当地的侯志文神父恢复了十字山圣地的旧观。1932年，圣地划归新成立的周至教区，刘一志神父又加以扩建，并招来商州、山阳等地教友来此居住。
文化大革命期间，十字山圣地又一次被毁。1984年圣地归还教会管理，圣地再次恢复，每年前来朝圣的人多达两三万人。